# Pjotr Iwanowitsch Beketow

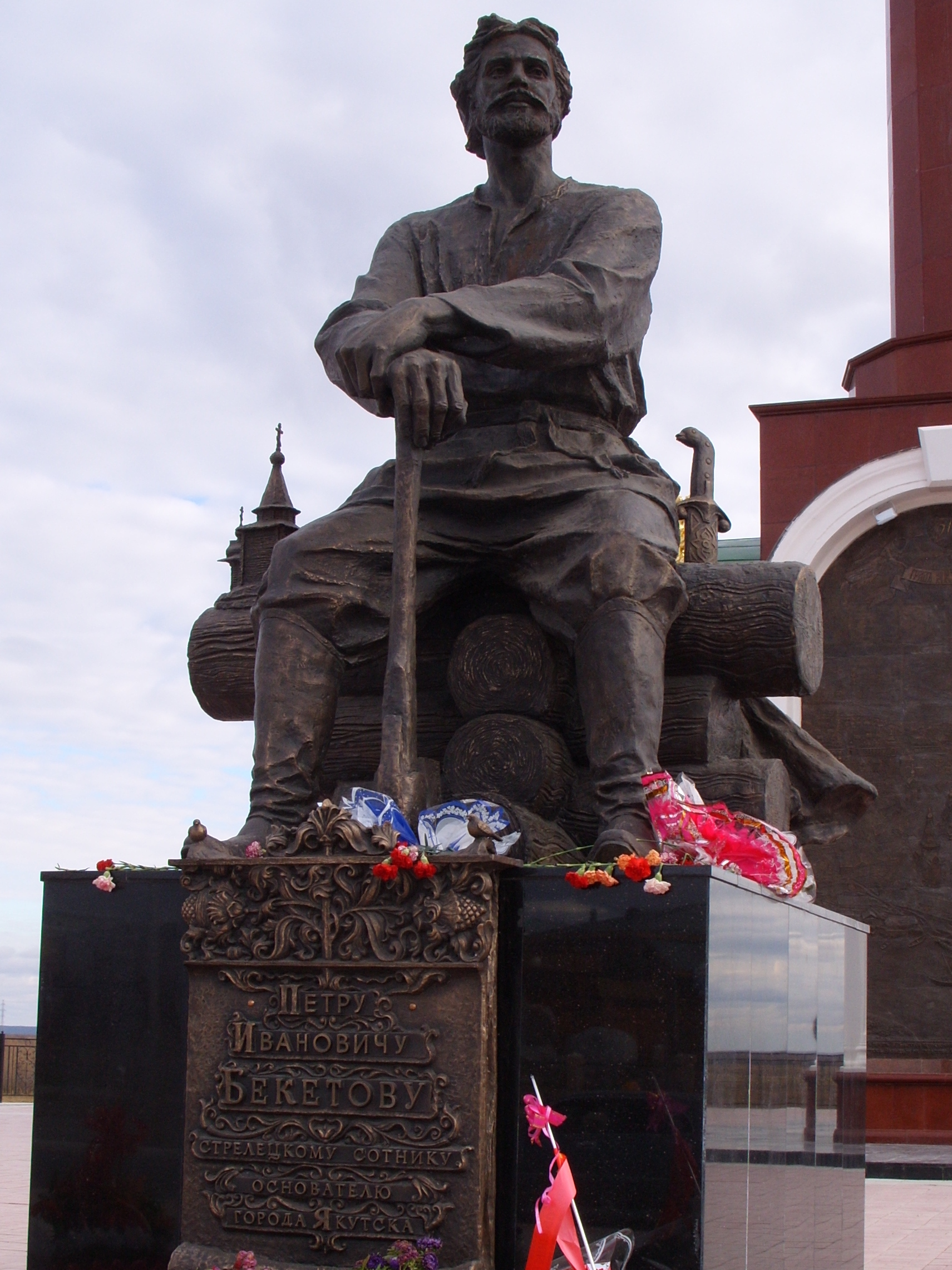
Denkmal für Pjotr Beketow in Jakutsk

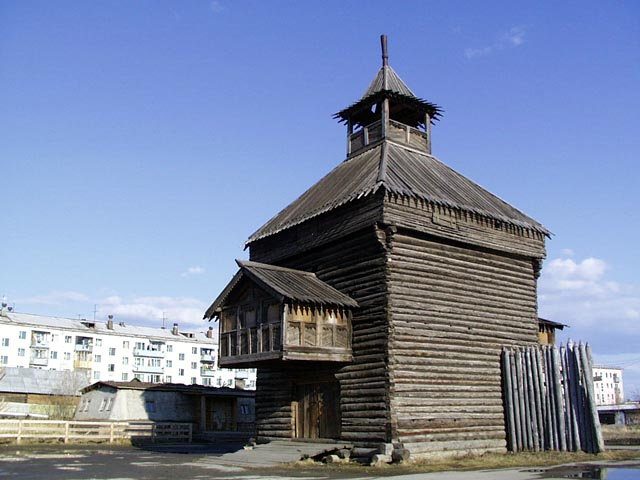
Turm des im 17. Jahrhundert errichteten Jakutsker Ostrogs.

Pjotr Iwanowitsch Beketow (russisch Пётр Иванович Бекетов, wiss. Transliteration Pëtr Ivanovič Beketov; geb. 1600; gest. 1661) war ein russischer Kosaken-Woiwode und Reisender. Er war der Gründer einiger sibirischer Städte, darunter Jakutsk, Tschita und Nertschinsk.

## Leben
Pjotr Beketow wurde 1600 geboren. Er meldete sich 1624 zum Militärdienst. 1628 wurde er als Inspektor (Woiwode) zu den Burjaten nach Sibirien geschickt, um Steuern einzutreiben. Während dieser schwierigen Reise baute er die Festung Rybinsk. 1632 leitete Pjotr Beketow die Expedition zum Lena-Fluss. Unterstützt wurde er von einem Kosaken-Kommando der Dessjatiks Ilja Jermolin, Wassili Bugor und Jelissei Busa. An der Lena baute Beketow die für die folgenden Reisen wichtigste Festung Jakutsk, die zu einer Basis für die russische Macht wurde, um weiter nach Osten vorzudringen. Im selben Jahr gründete er Schigansk und 1636 Olekminsk. 1640 kehrte er mit 11.000 Rubel nach Moskau zurück und erhielt den Titel eines Anführers der Kosaken in den Festungen am Ufer des Jenissei. 1652 unternahm Bekatow eine zweite Reise zu den Burjaten. 1653 bauten seine Kosaken mehrere Festungen wie z. B. Tschita und im folgenden Jahr wurde Nertschinsk an den Ufern des Flusses Nertscha erbaut. Pjotr Beketow musste die Festung Schilka in Richtung des Flusses Amur zu verlassen, weil die Burjaten rebellierten und sich weigerten, Steuern zu zahlen. Er kehrte vom Amur zurück und lebte dann in Tobolsk, wo er den Protopopen Awwakum traf und bald starb.